# The Hard Corps
The Hard Corps is een Amerikaanse actiefilm uit 2006. De film is ook bekend onder de alternatieve titel The Defender.

## Verhaallijn
Philippe Sauvage wordt ingehuurd als bodyguard van Wayne Barclay, een voormalig bokskampioen. De bokser heeft ruzie met een invloedrijke rapper en vreest voor zijn leven. Sauvage krijgt de opdracht een team samen te stellen om de bokser en diens familie te beschermen. Sauvage leert de zus van de bokser kennen en de twee worden verliefd. Dit bevalt Wayne echter niet.

## Rolverdeling
| Acteur                | Personage          |
| --------------------- | ------------------ |
| Jean-Claude Van Damme | Philippe Sauvage   |
| Razaaq Adoti          | Wayne Barclay      |
| Vivica A. Fox         | Tamara Barclay     |
| Peter Bryant          | Mullins            |
| Ron Bottitta          | Detective Teague   |
| Viv Leacock           | Terrell Singletery |
| Adrian Holmes         | Cujo               |
| Mark Griffin          | Casey Bledsoe      |
| Ron Selmour           | Simcoe             |
| Aaron Au              | Kim                |
| Dexter Bell           | High Dog           |